# Journey to the Savage Planet
Journey to the Savage Planet est un jeu vidéo créé par Typhoon Studios sorti le 28 janvier 2020 sur Microsoft Windows (exclusivité Epic Games Store), PlayStation 4 et Xbox One, et le 1er février 2021 sur Stadia dans une édition exclusive.↵Une des particularités de ce jeu est qu'il dispose d'une traduction et d'un doublage intégralement en français canadien dont fait partie l'humoriste canadienne, Katherine Levac.

## Synopsis
Le personnage principal atterrit sur la planète AR Y 26 afin de découvrir si elle est habitable pour l'espèce humaine. Son employeur, Kindred Aerospace, n'a pas fourni de carburant pour le voyage de retour, ni d'équipement.

## Accueil

### Critique
De manière générale, le jeu reçoit de bonnes critiques de la presse vidéoludique,. Le site web américain agrégateur de notes Metacritic indique une note synthétique de 76/100 pour la version Microsoft Windows et Xbox One ; la note pour PlayStation 4 est de 75/100.